# Zhang Xiu
En aquest nom xinès, el cognom és Zhang.
Zhang Xiu (mort el 207) va ser un senyor de la guerra menor durant l'era de la tardana Dinastia Han de la història xinesa. Finalment es va rendir a Cao Cao en el 200. Havent contribuït en gran manera a la decisiva batalla de Guandu i les campanyes posteriors contra els hereus de Yuan Shao, Zhang Xiu va morir de camí a Liucheng (柳城) en una campanya per conquerir la tribu Wuhuan en el 207.

## Biografia
Nascut en Zuli (祖厲, avui en dia Jingyuan, Gansu), Zhang Xiu era un nebot llunyà del General de Cavalleria Valenta (驃騎將軍) Zhang Ji (張濟), que va servir als senyor de la guerra tirànic Dong Zhuo. Després de la mort de Dong Zhuo en el 192, els seus antics súbdits, incloent Zhang Ji, va fer un colp d'estat i van prendre el control de la capital Chang'an. Per la seva part en el cop d'estat, Zhang Xiu va ser ascendit també a General que Construeix Lleialtat (建忠將軍) i se li conferí el títol de Marquès Xuanwei (宣威侯).
Després de la mort de Zhang Ji, Zhang Xiu es va fer càrrec de les tropes del seu oncle i ocupà Wancheng (宛城, en l'actualitat Nanyang, Henan). Es va aliar amb Liu Biao, governador de Jingzhou (荆州) i un senyor de la guerra més important de l'època. En el 197, Cao Cao va començar la seva expansió cap al sud. Quan l'exèrcit de Cao Cao n'arribà al riu Bai (白河), Zhang Xiu ràpidament es va rendir i se li va permetre mantenir el control de Wancheng.
Cao Cao després prengué la vídua de Zhang Ji com a concubina, el qual li bullí la sang a Zhang Xiu. Cao Cao va sentir parlar del desgrat de Zhang Xiu i va conspirar per matar a aquest l'últim. No obstant això, el pla es va filtrar i Zhang Xiu va llançar l'atac sorpresa conegut com la batalla de Wancheng en contra de Cao Cao. El guardaespatlles personal de Cao Cao Dian Wei va morir defensant la porta d'entrada al campament per tal que Cao Cao pogués escapar per la part posterior. En la retirada, el fill gran de Cao Cao, Cao Ang, oferí el seu propi cavall al seu pare, ja que el seu corser n'havia estat abatut per les fletxes enemigues, i va ser assassinat pels perseguidors al ja no tenir cavall.
Més endavant, Cao Cao va estar enviant exèrcits contra Zhang Xiu durant anys sense cap èxit. En el 200, això no obstant, Zhang Xiu va prendre el consell de l'assessor Jia Xu i es va rendir a Cao Cao de nou. Deixant arrere les seves disputes, Cao Cao prengué les mans de Zhang Xiu i feu un banquet per a ell. Cao Cao també va proposar un matrimoni entre el seu fill Cao Jun (曹均) i la filla de Zhang Xiu.
Per aquest moment Cao Cao n'era lluitant contra el senyor de la guerra del nord Yuan Shao en la decisiva batalla de Guandu. Tenint un bon acompliment durant el conflicte, Zhang Xiu va ser prompte ascendit a General que Derrota els Qiang (破羌將軍). En el 207, Zhang Xiu torcí el coll de camí a Liucheng en una campanya del nord contra la tribu wuhuan. Se li va conferir el títol pòstum de Marquès Ding (定侯), literalment significant el marquès infrangible.